# Брюс Бэннер (киноперсонаж, 2003)
Брюс Бэ́ннер (англ. Bruce Banner), также известный как Халк (англ. Hulk) — главный герой фильма «Халк» (2003) от студии Universal Pictures, являющийся киноадаптацией одноимённого персонажа Marvel Comics, созданного сценаристом Стэном Ли и художником Джеком Кирби. Исполнитель роли — Эрик Бана.
Брюс родился с мутировавшим ДНК, что передалось по наследству от его отца, который ввёл себе специальный препарат, позволяющий восстанавливать повреждённые человеческие ткани. Будучи взрослым, Бэннер работает в лаборатории Калифорнийского университета в Беркли над проектом по регенерации живых существ с помощью гамма-излучения. Вследствие неудавшегося эксперимента Брюс спасает своего коллегу и попадает под облучение. В результате соединения гамма-излучения с мутировавшим ДНК Бэннер превращается в огромного зелёного человекоподобного монстра со сверхчеловеческой силой.
За исполнение роли Брюса Бэннера / Халка Эрик Бана получил смешанные отзывы критиков.

## Создание образа

### Первое появление персонажа
Халк впервые появился в комиксе The Incredible Hulk #1 (май, 1962) и был создан писателем Стэном Ли и художниками Джеком Кирби и Полом Рейнманом.

### Кастинг и исполнение
Эрик Бана был выбран на роль Брюса Бэннера / Халка в октябре 2001 года, подписав контракт ещё на два сиквела. Режиссёр Энг Ли пригласил Бану после просмотра фильма с его участием «Взгляд изнутри» (2000), и впервые обратился к актёру в июле 2001 года. Бана также активно претендовал на роль Призрачного гонщика в одноимённом проекте, но уступил Николасу Кейджу. Эрик объявил следующее: «Я был одержим телешоу. В детстве я не был большим любителем комиксов, но телешоу меня просто поразило».
Сообщалось, что актёр Билли Крудап отказался от роли. На роль Халка также рассматривались кандидатуры Джонни Деппа и Стива Бушеми. Прослушивание проходили Дэвид Духовны и Джефф Голдблюм. Эдвард Нортон, сыгравший Брюса Бэннера / Халка в фильме «Невероятный Халк» (2008), изначально хотел сыграть персонажа в фильме Энга Ли, однако отказался, разочаровавшись сценарием. Роль также была предложена Тому Крузу, но он отказался.
Эрик Бана неодобрительно отозвался о своём опыте работы над фильмом, сказав: «Ты переходишь от „Чёрного ястреба“, где снимаешься преимущественно днём, на улице и с естественным освещением, к роли учёного, находящегося в лаборатории или в доме, то бишь в закрытых помещениях. В это же время снимается другой фильм на зелёном экране, к которому я как будто не имею никакого отношения, поскольку там снимают сцены с Халком. В том пространстве играли другие актёры. Так что в определённом смысле это очень камерный фильм, ведь каждый день я снимался в павильоне студии, в одной комнате и лишь немного поучаствовал в масштабных сценах». «Играть этого персонажа было нелегко. Задача — передать всю эту внутреннюю, подавленную энергию, эмоции. Это одна из причин, почему я с радостью взялся за эту роль, но это не самый выдающийся персонаж; необходимо почувствовать эйфорию, когда он, наконец, превращается в Халка. Убедившись, что я всего лишь часть семейной драмы, а зелёный парень — звезда, я старался не поддаваться чувству напряжения», — рассказал Бана.

### Визуальные эффекты
Деннис Мьюрен, супервайзер по визуальным эффектам, и другие аниматоры использовали технологию фильма «Гарри Поттер и Тайная комната», применённую при разработке образа Добби, для создания Халка с помощью CGI.

## Биография персонажа

### Ранняя жизнь
Брюс Бэннер — сын генетика-исследователя Дэвида Бэннера, который разработал и ввёл себе препарат, способный модифицировать человеческий ДНК. Родившийся Брюс унаследовал изменённый ДНК отца, что отразилось на состоянии мальчика: из-за сильных эмоций у Брюса появляются зелёные пятна на коже. Правительство в лице генерала Таддеуса Росса запрещает Дэвиду продолжать эксперименты. Видя опасность в сыне, Бэннер-старший пытается убить его, однако, на глазах у Брюса, случайно лишает жизни его мать и свою жену — Эдит. Вследствие увиденного мальчик получает психологическую травму и забывает ранние события из детства. Росс арестовывает Дэвида, а 4-летнего Брюса усыновляет женщина миссис Кренцлер. Бэннер-младший считает своих родителей погибшими. Тем не менее, воспоминания из детства проявляются у Брюса в виде ночных кошмаров.

### Превращение в Халка
Спустя годы Брюс становится выдающимся учёным, работающим в лаборатории Калифорнийского университета в Беркли в сотрудничестве со своей бывшей девушкой и дочерью Росса, Бетти. Цель их работы — достижение регенерации живых тканей путём активации введённых в организм наномедов и облучения их гамма-лучами. Однако исход всех экспериментов одинаков — испытуемые амфибии умирают из-за чрезмерного клеточного роста. В ходе очередного эксперимента происходит сбой с преждевременным выпуском наномедов; Брюс спасает своего коллегу Харпера и принимает на себя дозу гамма-облучения. Несмотря на смерть подопытных животных, Брюс выживает в силу соединения наномедов со своей наследственно-модифицированной ДНК.
Он просыпается в больнице и заявляет Бетти, что чувствует себя как никогда прекрасно, но девушка не может понять, как ему удалось выжить. Позже к Брюсу приходит Дэвид, раскрывает себя его отцом и предлагает помощь, на что Брюс отказывается. Ночью нарастающая ярость Брюса активирует его облучённую гамма-лучами ДНК; он превращается в Халка и разрушает лабораторию. Наутро едва помнящего произошедшее Брюса находит Бетти. Позже прибывает Росс и заключает его под домашний арест. Тем же вечером Дэвид созванивается с Брюсом и заявляет, что создал трёх собак-мутантов и приказал им убить Бетти. В дом вторгается майор Гленн Тэлбот и нападает на Брюса. В порыве ярости Бэннер трансформируется в Халка и калечит Тэлбота и сотрудников Росса. Халк находит Бетти в её лесном домике и убивает собак.
На следующий день военные отвозят усыплённого Брюса на пустынную базу. Там Тэлбот проводит эксперимент над Брюсом, вследствие которого Бэннер превращается в Халка и сбегает с базы, направившись в Сан-Франциско с целью найти Бетти. Увидев её, Брюс возвращается в человеческий облик.
Дэвиду организовывают встречу с Брюсом под наблюдением Росса. До этого Бэннер-старший провёл эксперимент с гамма-лучами на себе, получив способность соединяться и поглощать свойства всего, к чему прикасается. Желая заполучить способности сына, Дэвид превращается в электрическое существо и забирает уже превратившегося в Халка Брюса. В ходе сражения Халк решает отдать отцу свои способности; Дэвид, поглощая силу Халка, принимает форму гигантского пузыря, однако взрывается вследствие запущенной по приказу Росса боеголовки.
Проходит год, Россу поступают сообщения о многочисленных появлениях Халка. Брюс живёт в тропических лесах Амазонки и работает врачом в медицинском лагере. После захвата лагеря солдатами, пытающимися украсть медицинские принадлежности, Брюс, в порыве гнева, превращается в Халка.

## Другие появления
В год выхода фильма была также выпущена одноимённая игра для GameCube, PlayStation 2, Xbox и Windows, где Бана озвучил своего персонажа.

## Критика
Выступление Эрика Баны в роли Брюса Бэннера / Халка получило смешанные отзывы кинокритиков. Роджер Эберт сравнил движения Халка с движениями Кинг-Конга. По мнению Лоры Келли, написавшей для Inverse, Эрик Бана хорошо сыграл свою роль; она добавила: «Бана сыграл ботаника-интроверта как нельзя лучше. Я смотрела на него и видела Брюса. Честно говоря, если бы фильм был лучше, Бана мог бы продолжить играть эту роль в будущих фильмах». Энтони Скотт из The New York Times отметил, что Бана «настолько невнятен и неразборчив, что его трудно запомнить от одной сцены к другой». Напротив, Мелоди Макриди из Comic Book Resources назвал Бэннера «лучшим персонажем фильма» и высоко оценил игру Баны: «всякий раз, когда он появляется на экране, он властвует над сценой и передаёт мягкую, но трагическую личность персонажа». Майкл Кёрли из PopMatters назвал персонажа «невероятно плоским. Бана — талантливый, харизматичный актёр, но здесь его исполнение выглядит пустым. Возможно, это было сделано намеренно, сценаристами или режиссёром, чтобы продемонстрировать психологический ущерб от детской травмы Брюса».
Collider поместил версию Халка в исполнении Эрика Баны на 9-е место из 11-ти в «Рейтинге лучших Халков, от Лу Ферриньо до Женщины-Халк».

## Будущее
В 2022 году Эрик Бана прокомментировал возвращение к своей роли в будущих фильмах Кинематографической вселенной Marvel в качестве варианта Халка из мультивселенной: «Когда я снимался в этом фильме, это было как бы до вселенной Marvel. То есть, этой вселенной даже не существовало. Для меня это был фильм на один раз. Так что, думаю, короткий ответ — нет, я не испытываю желания повторить эту роль, и спустя столько времени я не уверен, что это произойдёт».